# 대농초등학교
대농초등학교는 대한민국 충청남도 보령시 미산면 대농리 255-2에 있었던 공립 초등학교이다.

## 연혁
- 1946.09.24 : 미산국민학교 대농분교장 설립인가(1학급)
- 1949.09.30 : 대농국민학교 승격인가(4학급)
- 1949.10.16 : 대농초등학교 개교(5학급)
- 1984.03.01 : 병설유치원 인가(1학급)
- 1995.03.01 : 명덕초등학교 흡수 통합
- 2006.03.01 : 미산초등학교로 통폐합